# كيث مون
كيث مون (بالإنجليزية: Keith Moon)‏ (و. 1946 – 1978 م) هو طبال، وموسيقي بريطاني، ولد في ويمبلي، وكان عضوًا في ذا هو، توفي في وستمنستر، عن عمر يناهز 32 عاماً، بسبب جرعة زائدة.

## وصلات خارجية
- كيث مون على موقع IMDb (الإنجليزية)
- كيث مون على موقع الموسوعة البريطانية (الإنجليزية)
- كيث مون على موقع ميوزك برينز (الإنجليزية)
- كيث مون على موقع رولينغ ستون (الإنجليزية)
- كيث مون على موقع قاعدة بيانات برودواي على الإنترنت (الإنجليزية)
- كيث مون على موقع إن إن دي بي (الإنجليزية)
- كيث مون على موقع أول ميوزيك (الإنجليزية)
- كيث مون على موقع ديسكوغز (الإنجليزية)
- كيث مون على موقع قاعدة بيانات الفيلم (الإنجليزية)

- كيث مون في قاعدة بيانات الأفلام على الإنترنت